# Rockabilly

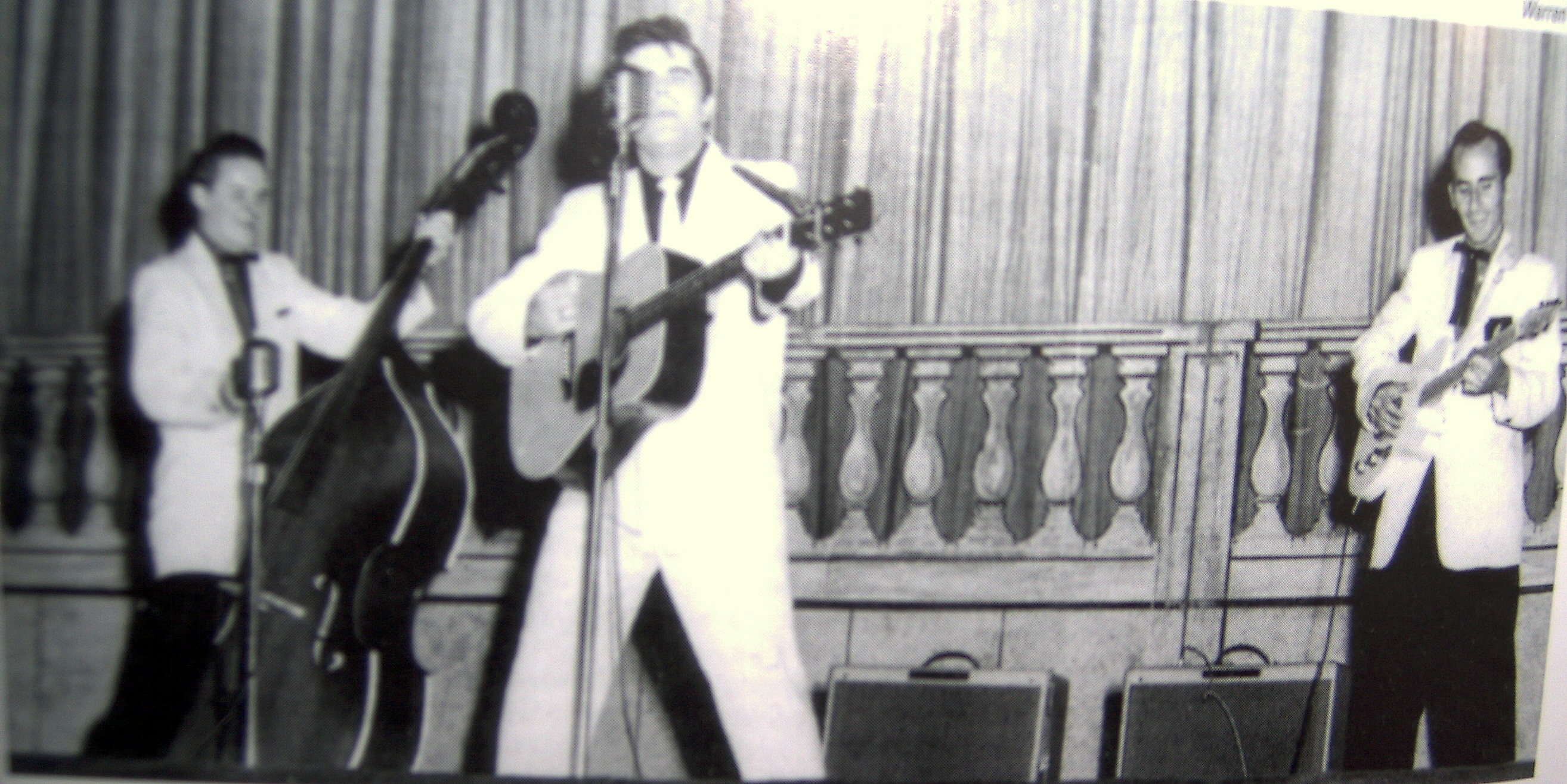
Warren Smith en un concert al The Big D. Jamboree (c. 1956)

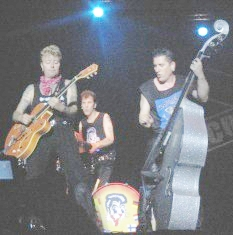
Stray Cats en un concert a Gijón el 24 de juliol del 2004

El rockabilly és un gènere musical, producte de la fusió de les músiques afroamericana i country, interpretat en els seus inicis per cantants blancs del sud dels Estats Units i que va tenir el seu auge a mitjans dels anys cinquanta del segle xx.

## Orígens
S'inspira en el blues i es basa en el bluegrass. Carl Perkins, un dels seus intèrprets, el va descriure com un "blues amb un ritme country". Primordialment, va ésser un gènere masculí i les seues figures clau foren el mateix Perkins, Gene Vincent, Eddie Cochran i Elvis Presley. Segons P. Guralnick, aquest gènere musical va començar i va acabar amb Elvis Presley, però la seua influència és patent encara avui dia. Tot i que, inicialment, fou un estil nord-americà, el rockabilly fou recollit pels seguidors britànics, especialment pels teddy boys, la qual cosa és un exemple d'apropiació transnacional.

## Característiques
Tendia a constituir-se en un gènere rígid i estrictament definit, amb la imitació com a essència (si més no, durant els anys cinquanta): "El seu ritme era nerviosament accelerat, accentuat en el temps feble, i l'impulsava un baix elèctric característicament palmat. El so sempre era net, mai confús, amb una mena de primesa i energia maníaca a càrrec de la sòlida guitarra solista de Scotty Moore o del piano de Jerry Lee Lewis. Més endavant, el so es va reforçar amb una utilització generosa de l'eco". Posteriorment, el rockabilly va continuar amb intèrprets de finals dels cinquanta i dels seixanta com Roy Orbison i els Everly Brothers, i durant els anys vuitanta amb grups com els Stray Cats.

## Influències
Va exercir la seua influència en l'obra de molts intèrprets de rock'n'roll (incloent-hi els primers The Beatles) i també en bandes punk dels setanta com The Clash. A la dècada dels vuitanta, les bandes a l'estil dels The Blasters, The Cramps i Jason and the Scorchers van tocar un estil de rock infós amb elements de rockabilly, country i punk.

## Músics de rockabilly
- Elvis Presley
- Jerry Lee Lewis
- Carl Perkins
- Wanda Jackson
- Chris Isaak
- Johnny Burnette

## Discografia
- The Blasters, "Marie Marie" (c. 1981).
- The Blasters Collection (Slash/Wb, 1990).
- Rock This Town: Rockabilly Hits, vols. 1 i 2 (Rhino, 1991).
- Elvis Presley, The Complete Sun Sessions (RCA, 1987).